# Far Cry (album)
Albums de Eric Dolphy
Caribé
(1960) Tenderly
(1960)
Far Cry est un album de Eric Dolphy avec notamment Booker Little sorti en 1961.

## Informations
Les deux premiers morceaux de l’album sont un hommage à Charlie Parker. Tenderly est un solo de saxophone non accompagné, chose rare qui avait précédemment été réalisée par Coleman Hawkins,.

## Pistes
| No | Titre                               | Musique                     | Durée |
| -- | ----------------------------------- | --------------------------- | ----- |
| 1. | Mrs. Parker of K.C. (Bird's Mother) | Jaki Byard                  | 8:03  |
| 2. | Ode to Charlie Parker               | Jaki Byard                  | 8:44  |
| 3. | Far Cry                             | Eric Dolphy                 | 3:55  |
| 4. | Miss Ann                            | Eric Dolphy                 | 4:17  |
| 5. | Left Alone                          | Billie Holiday, Mal Waldron | 6:41  |
| 6. | Tenderly                            | Walter Gross, Jack Lawrence | 4:20  |
| 7. | It's Magic                          | Sammy Kahn, Jule Styne      | 5:40  |
| 8. | Serene (piste bonus)                | Eric Dolphy                 | 6:37  |

## Musiciens
- Eric Dolphy – Saxophone alto, clarinette basse, flûte traversière
- Booker Little – Trompette
- Jaki Byard - Piano
- Ron Carter - Contrebasse
- Roy Haynes - Batterie